# Ejhle, Hospodin přijde
Ejhle, Hospodin přijde (v latinském originále Ecce, Dominus veniet) je antifona, která se v českých zemích nejpozději od poloviny 19. století zpívá na začátku mše v adventním období. Jde o antifonu z oficia první neděle adventní. Zpěv je často označován jako "vstupní antifona", o vstupní antifonu (introit) však rozhodně nejde.
V jednotném kancionálu má číslo 101 a tři různé nápěvy, všechny jsou více či méně upravenou podobou chorálního nápěvu latinské antifony. Pražská verze (101A) je převzata z Českého kancionálu a nejdoslovněji reprodukuje nápěv latinské předlohy podle Antifonáře Arnošta z Pardubic. (Je rozšířeným omylem, že z Arnoštova antifonáře pochází česká antifona jako taková. Antifonář ve skutečnosti žádné české antifony neobsahuje.) Brněnská verze (101B) je převzata z Cyrilometodějského kancionálu, olomoucká verze (101C) z Boží cesty.